# Джордж Обертейфер
Джордж Обертейфер (англ. George Oberteuffer; 1878, Філадельфія — 1940, Глостер, Массачусетс) — художник і викладач зі Сполучених Штатів, представник імпресіонізму.

## Життєпис
Народився в місті Філадельфія.
Художню освіту отримав в майстерні художника Вільяма Мерріта Чейза у Нью-Йорку. Потім удосконалював майстерність під керівництвом художника Томаса Аншуца у Художній академії Пенсильванії.
Відвідав Францію, Нідерланди і працював у Парижі. Останньому присвятив декілька картин. Повернувся у Сполучені Штати. Працював викладачем у Художньому інституті Чикаго, а також у Художній академії Пенсильванії. Відомий як художник-пейзажист.
Помер у містечку Глостер, Массачусетс.

## Вибрані твори
- «Люксембурзький сад, Париж»
- «Тюїльрі, Париж»
- «Ферма у Нормандії»
- «Затока Булонь взимку»

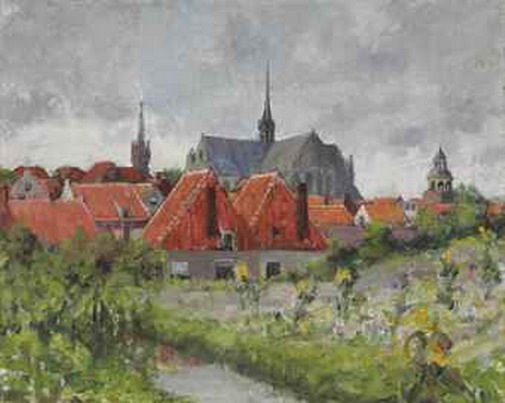
«Краєвид міста Лейден, Нідерланди»

- «Собор Паризької Богоматері зі сходу»
- «Краєвид міста Лейден, Нідерланди»
- «Нью-Гоуп взимку»
- «Пейзаж з вікна майстерні художника у Нью-Йорку»
- «Жінка за піаніно»
- «Узбережжя у Принстоні»

## Галерея вибраних творів

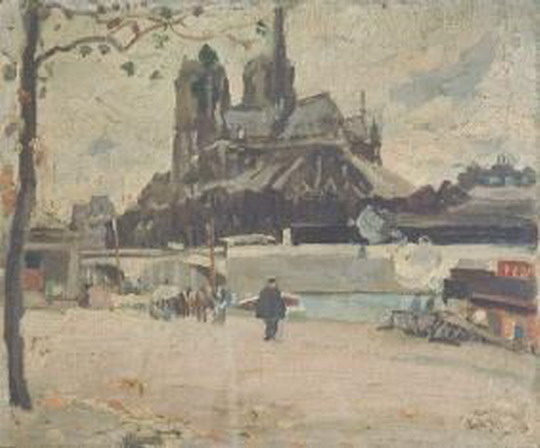
«Собор Паризької Богоматері зі сходу»

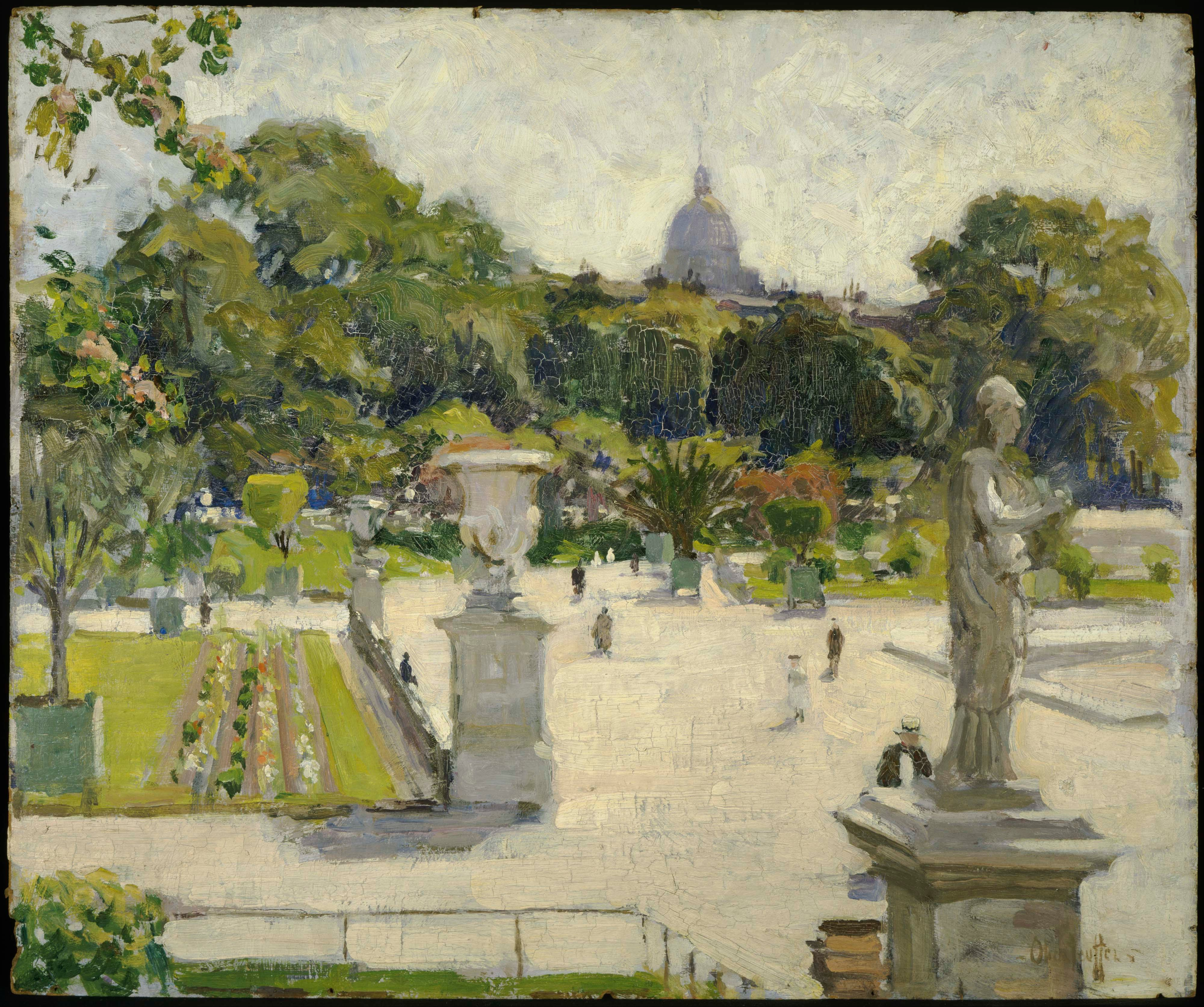
«Люксембурзький сад, Париж» (1919)
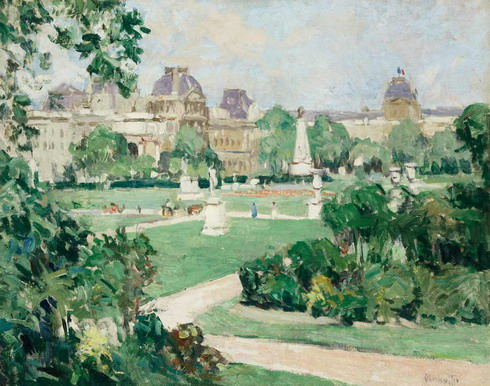
«Тюїльрі, Париж»
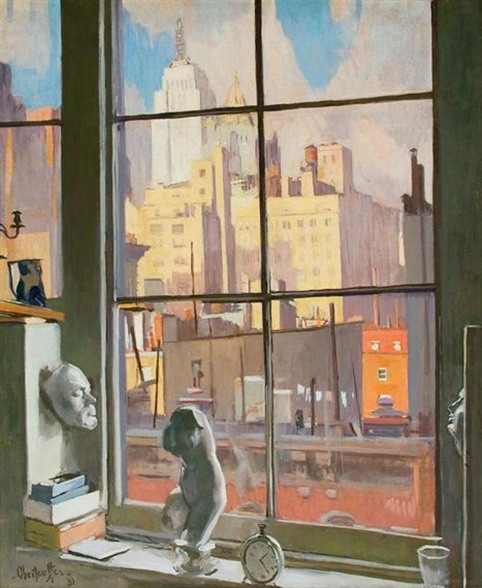
«Пейзаж з вікна майстерні художника у Нью-Йорку» (1931)
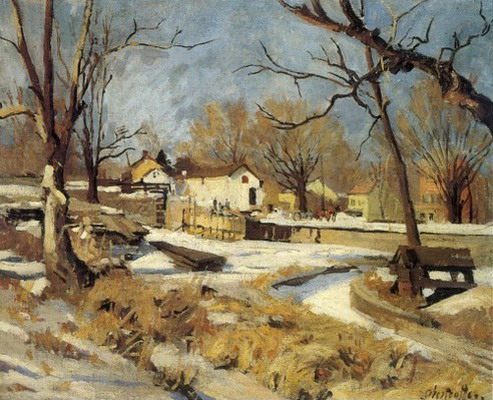
«Нью-Гоуп взимку»